# Lawrence Patrick Moran
Lawrence Patrick Moran (28 de julho de 1907 — 15 de março de 1970) foi bispo católico australiano. Foi bispo-auxiliar da Arquidiocese de Melbourne de 1964 até sua morte.
Nasceu na antiga cidade de Oakleigh, hoje um subúrbio de Melbourne, Vitória, Austrália.
Foi ordenado sacerdote em Melbourne, pelo arcebispo Daniel Mannix, em 26 de julho de 1936.
Em 9 de novembro de 1964, foi nomeado bispo-auxiliar da Arquidiocese de Melbourne e titular de Cesareia de Filipe. Recebeu a sagração episcopal em 3 de dezembro seguinte, das mãos do Papa Paulo VI, tendo John Kodwo Amissah, arcebispo de Cabo Corso, e James William Gleeson, arcebispo-coadjutor de Adelaide, como co-consagrantes.